# Уроки вождения (фильм, 2014)
«Уроки вождения» (англ. Learning to Drive, другие названия — «Обучаясь вождению», «Учусь водить») — комедийная мелодрама испанского режиссёра Изабель Койшет основанная на эссе в журнале «The New Yorker» американской поэтессы, эссеистки и критика Каты Поллитт. Премьера фильма состоялась 9 сентября 2014 года в рамках кинофестиваля в Торонто и получил рейтинг R.

## Сюжет
Нью-Йорк. Венди — литературный критик, недавно расставшаяся с изменившем ей мужем, хочет обрести независимость и научиться водить. Её инструктор — Дарван, вежливый сикх, также расстался с женой. Во время уроков вождения, они оба извлекают ценные уроки о взаимоотношениях, жизни и ценности дружбы. 

## В ролях
| Актёр            | Роль           |
| ---------------- | -------------- |
| Патриша Кларксон | Венди          |
| Бен Кингсли      | Дарван         |
| Джейк Уэбер      | Тед            |
| Сарита Чоудхури  | Джаслин        |
| Грейс Гаммер     | Таша           |
| Эви Нэш          | Прит           |
| Саманта Би       | Дебби          |
| Мэтт Сэлинджер   | Питер          |
| Джон Ходжмэн     | продавец машин |
| Майкл Мэнтелл    | отец Венди     |
| Даниэла Лавендер | Мата           |

## Награды и номинации
- 2014 — Номинация на премию «People’s Choice Award» кинофестиваля в Торонто — Изабель Койшет[6]
- 2015 — Премия «Audience Award» Международного кинофестиваля в Провинстауне (Массачусетс) за лучший художественный фильм — Изабель Койшет[7]
- 2015 — Номинация на премию «Audience Award» Эдинбургского кинофестиваля — Изабель Койшет[8]
- 2015 — Номинация на премию «Audience Award» кинофестиваля в Трэверс-Сити (Мичиган) за лучший американский фильм — Изабель Койшет[9]
- 2015 — Номинация на премию имени Карен Морли женского кружка кинокритиков (США)[10]
- 2015 — Номинация на премию «Female Focus Award» союза женщин-киножурналистов (Нью-Йорк) лучшей женщине-режиссёру — Изабель Койшет[11]